# Banca Comercială Carpatica
Banca Comercială Carpatica S.A. (BVB: BCC) a fost o bancă românească cu sediul la Sibiu.
Banca Comercială Carpatica a fost înființată în anul 1999 la Sibiu. Începând cu data de 26.04.2005, acțiunile Băncii Comerciale Carpatica au fost listate la categoria Premium a Bursei de Valori București, fiind sunt incluse în indicii BETPlus, BET-XT, BET-XT-TR, BET-BK..
A fost listată la Bursa de Valori București, categoria I, sub simbolul BCC, având o capitalizare de 35 milioane euro în iunie 2013.
Principalul acționar a fost omul de afaceri sibian Ilie Carabulea, care deținea și compania Atlassib.
Rețeaua BCC număra 139 de unități teritoriale în 2013.
În primăvara lui 2016, Patria Bank a devenit acționar majoritar în Banca Comercială Carpatica S.A., cu o participare de peste 60% și demarând procesul de fuziune dintre cele două bănci. 
Urmare a finalizării pașilor procedurali, din 1 mai 2017 cele 2 instituții au devenit o singură bancă.
Active:
- 2012: 1067 milioane euro
- 2011: 896 milioane euro

Profit net:
- 2012: 4.9 milioane euro
- 2011: -7.4 milioane euro

## Grupul financiar Carpatica
Grupul financiar Carpatica include: Banca Comercială Carpatica, societatea de brokeraj SSIF Carpatica Invest, societatea de administrare a investițiilor Carpatica Asset Management.